# Bádensko-Württembersko
Bádensko-Württembersko (německy Baden-Württemberg  [ˌbaːdn̩ˈvʏrtəmbɛrk]), je jedna ze 16 spolkových zemí Německa. Zaujímá jihozápadní část státního území; hraničí se Švýcarskem a s Francií. Jak co do rozlohy (přes 35 000 km²), tak do počtu obyvatel (10,7 milionu) je třetí největší spolkovou zemí. Hlavním městem je historická württemberská metropole Stuttgart.

## Dějiny

Bádensko a Württembersko před rokem 1945

### Historické části
Bádensko-Württembersko se rozkládá převážně na území středověkého kmenového vévodství Švábska, ovšem severní část náležela ke kmenovému vévodství Franky. Dle pozdějšího historického členění zahrnuje tato spolková země historické země Bádensko, Württembersko a Hohenzollernsko.

### Vznik současné spolkové země
Bádensko-Württembersko vzniklo dne 25. dubna 1952 sloučením tehdejších spolkových zemí Bádenska, Württemberska-Bádenska a Württemberska-Hohenzollernska na základě výsledků referenda v těchto spolkových zemích. Až do 31. srpna 1955 byl součástí této země zemský okres Lindau, náležející do roku 1945 k Bavorsku.

## Politika

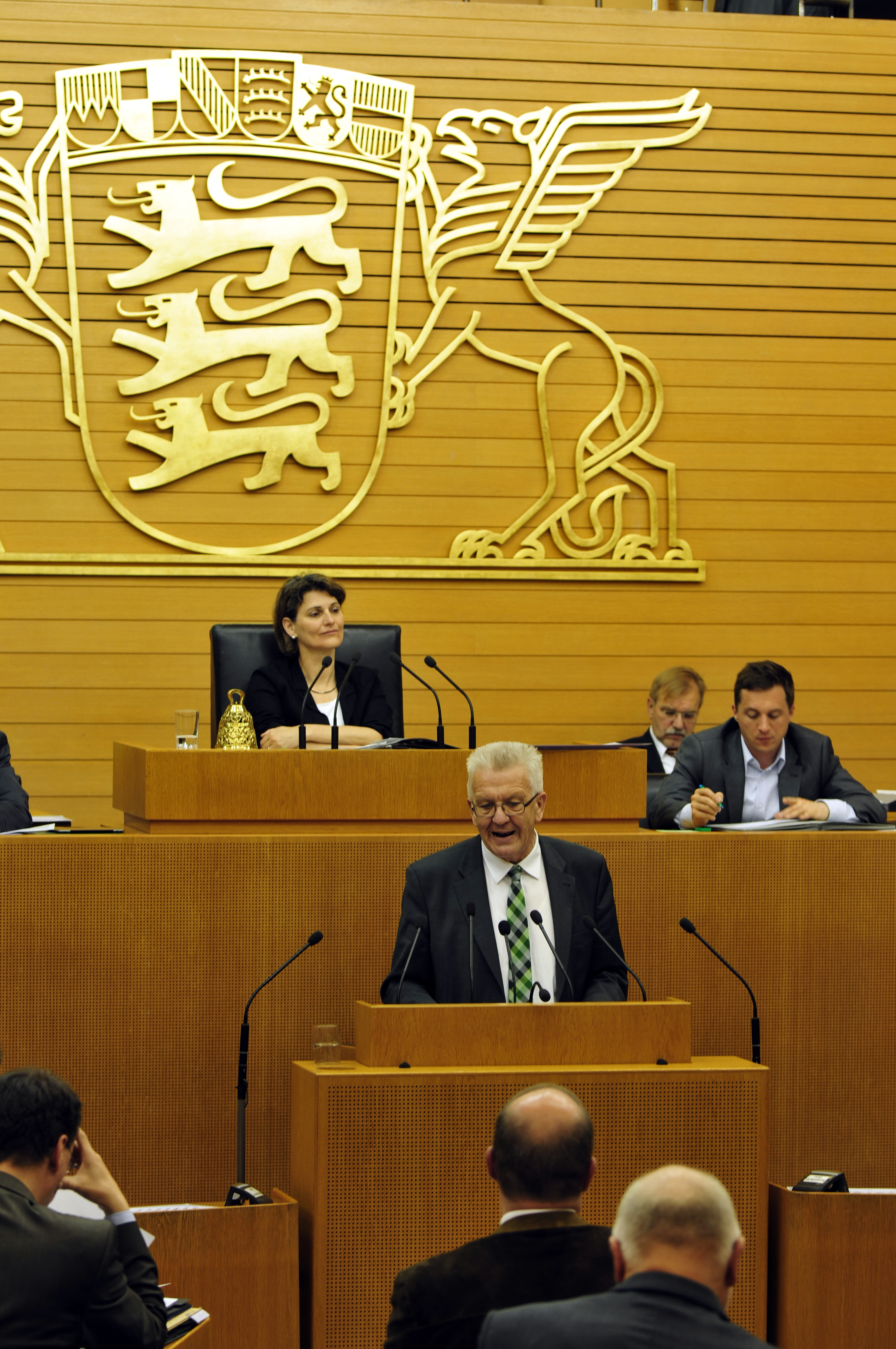
Ministerský předseda Winfried Kretschmann v zemském sněmu Bádenska-Württemberska (2013)

Spolková země Bádensko-Württembersko má zemskou vládu složenou z ministrů, kterým jsou podřízeni státní tajemníci a úřednický aparát. Šéfem vlády je ministerský předseda (Ministerpräsident). V Bádensku-Württembersku měl po roce 1945 tradičně převahu měšťansko-konzervativní politický směr. V zemském parlamentu měla od roku 1953 většinu Křesťanskodemokratická unie (CDU). Ztratila ji až v zemských volbách roku 2011, po kterých přešel úřad ministerského předsedy na Winfrieda Kretschmanna, politika strany Svaz 90/Zelení.
| Ministerští předsedové Bádenska-Württemberska | Ministerští předsedové Bádenska-Württemberska | Ministerští předsedové Bádenska-Württemberska | Ministerští předsedové Bádenska-Württemberska | Ministerští předsedové Bádenska-Württemberska | Ministerští předsedové Bádenska-Württemberska |
| Č.                                            | Jméno                                         | Narození/úmrtí                                | Strana                                        | V úřadu od                                    | V úřadu do                                    |
| --------------------------------------------- | --------------------------------------------- | --------------------------------------------- | --------------------------------------------- | --------------------------------------------- | --------------------------------------------- |
| 1                                             | Reinhold Maier                                | 1889–1971                                     | FDP/DVP                                       | 1952                                          | 1953                                          |
| 2                                             | Gebhard Müller                                | 1900–1990                                     | CDU                                           | 1953                                          | 1958                                          |
| 3                                             | Kurt Georg Kiesinger                          | 1904–1988                                     | CDU                                           | 1958                                          | 1966                                          |
| 4                                             | Hans Filbinger                                | 1913–2007                                     | CDU                                           | 1966                                          | 1978                                          |
| 5                                             | Lothar Späth                                  | 1937–2016                                     | CDU                                           | 1978                                          | 1991                                          |
| 6                                             | Erwin Teufel                                  | * 1939                                        | CDU                                           | 1991                                          | 2005                                          |
| 7                                             | Günther Oettinger                             | * 1953                                        | CDU                                           | 2005                                          | 2010                                          |
| 8                                             | Stefan Mappus                                 | * 1966                                        | CDU                                           | 2010                                          | 2011                                          |
| 9                                             | Winfried Kretschmann                          | * 1948                                        | Svaz 90/Zelení                                | 2011                                          |                                               |

Ministerský předseda let 1952-1953 Reinhold Meier zastupoval uskupení FDP/DVP (Freie Demokratische Partei/Demokratische Volkspartei), tedy Svobodná demokratická strana/Demokratická lidová strana. DVP posléze působila pouze ve Východním Německu (v Německé demokratické republice).

## Kultura a školství
V Heidelbergu se nachází nejstarší univerzita v Německu, Univerzita Ruprechta Karla.

## Galerie

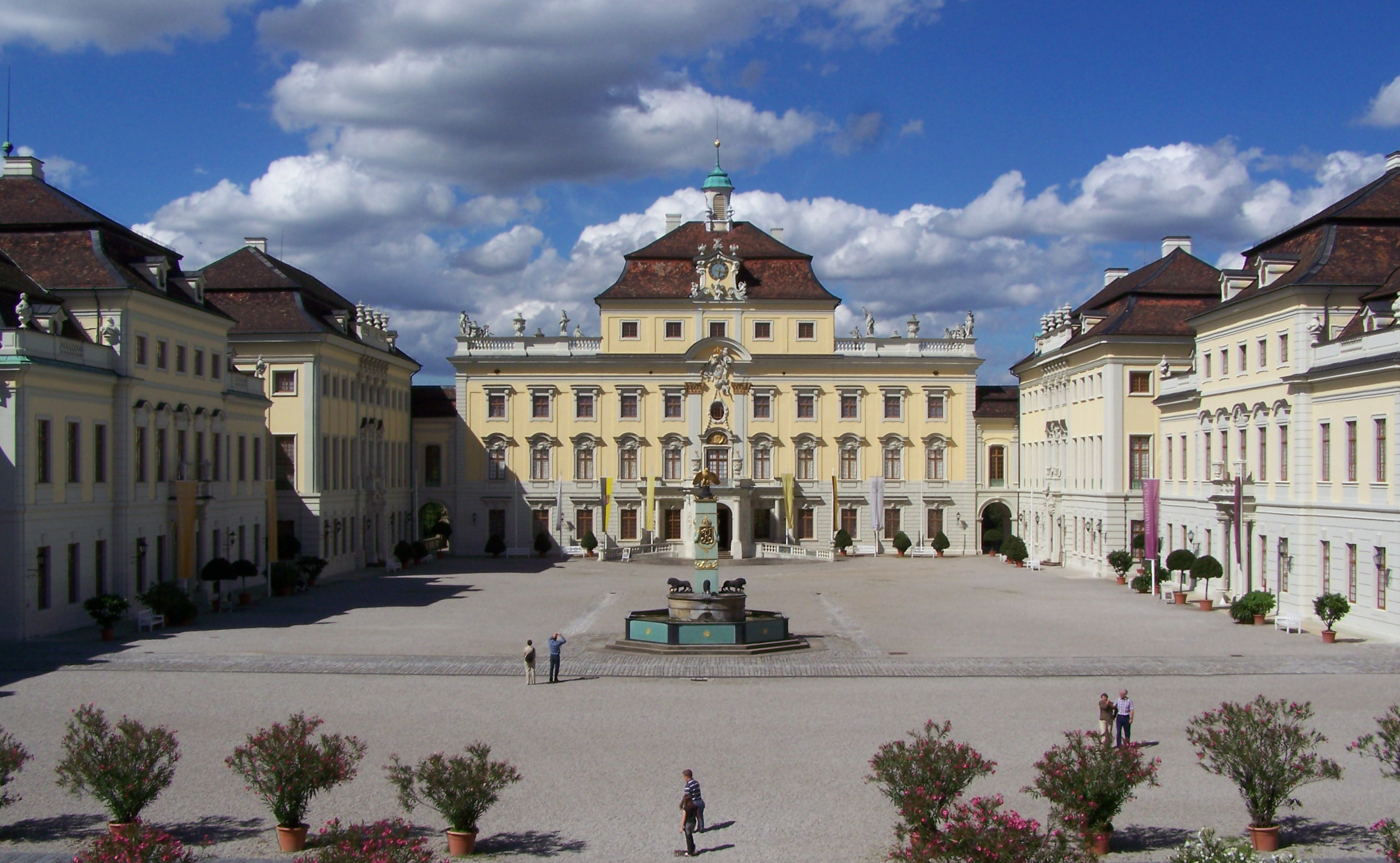
Zámek v Ludwigsburgu
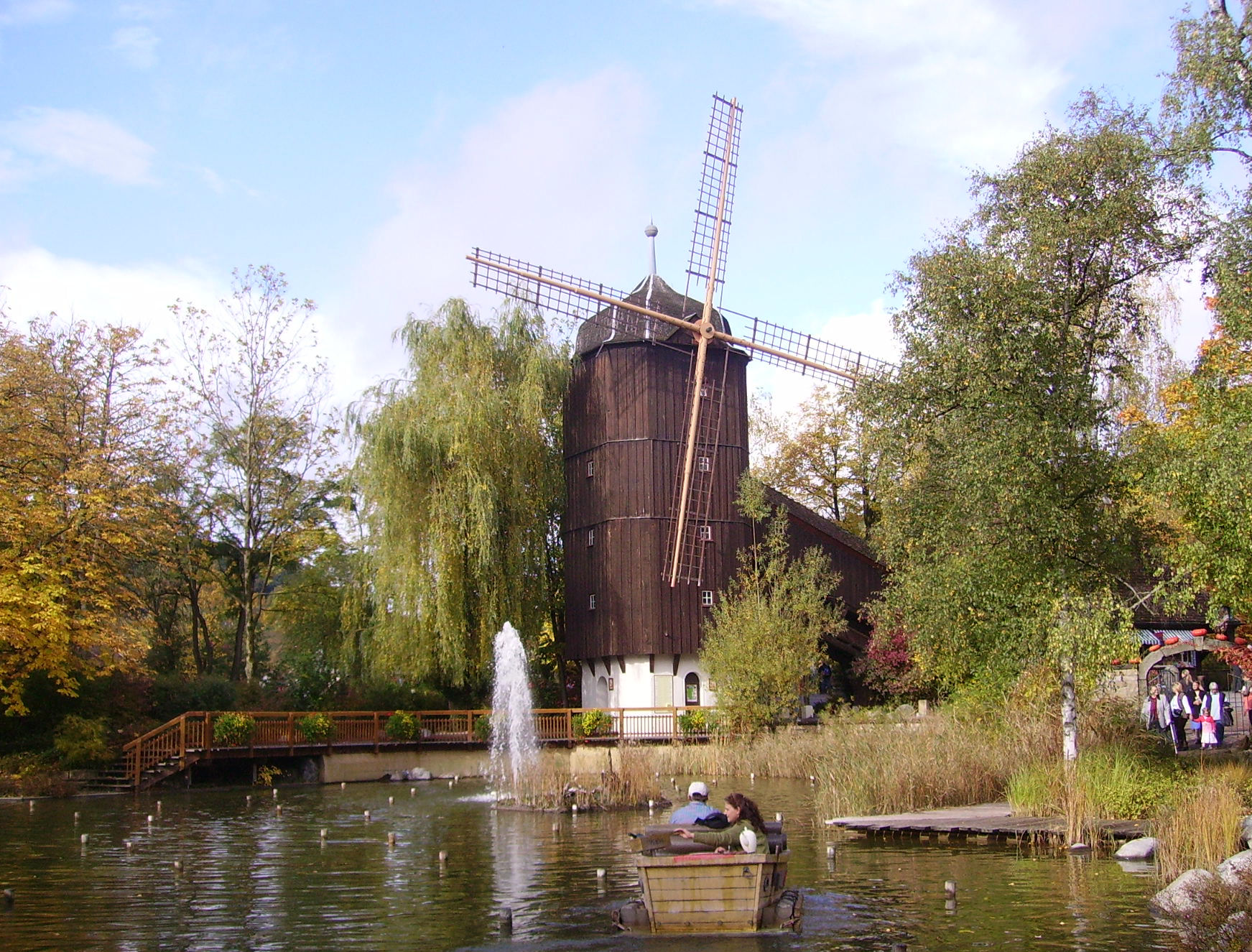
Mlýn v obci Tripsdrill

## Administrativní členění

### Vládní obvody
Bádensko-Württembersko se člení na 4 vládní obvody
- Freiburg
- Karlsruhe
- Stuttgart
- Tübingen

### Městské a zemské okresy
Výše jmenované 4 vládní obvody se dále člení na 9 městských okresů
| - Baden-Baden (BAD) - Freiburg im Breisgau (FR) - Heidelberg (HD) - Heilbronn (HN) - Karlsruhe (KA) | - Mannheim (MA) - Pforzheim (PF) - Stuttgart (S) - Ulm (UL) |

a 35 zemských okresů
| - Alba-Dunaj (Alb-Donau-Kreis; UL) - Biberach (BC) - Böblingen (BB, LEO) - Bodamské jezero (Bodenseekreis; FN) - Breisgau-Vysoký Schwarzwald (Breisgau-Hochschwarzwald; FR) - Calw (CW) - Emmendingen (EM) - Enz (Enzkreis; PF) - Esslingen (ES, NT) - Freudenstadt (FDS, HOR) - Göppingen (GP) - Heidenheim (HDH) - Heilbronn (HN) - Hohenlohe (Hohenlohekreis; KÜN, ÖHR) - Karlsruhe (KA) - Kostnice (Konstanz; KN, BÜS) - Lörrach (LÖ) - Ludwigsburg (LB, VAI) | - Mohan-Tauber (Main-Tauber-Kreis; TBB, MGH) - Neckar-Odenwald (Neckar-Odenwald-Kreis; MOS, BCH) - Ortenau (Ortenaukreis; OG, BH, LR, KEL, WOL) - Ostalb (Ostalbkreis; AA, GD) - Rastatt (RA, BH) - Ravensburg (RV) - Rems-Murr (Rems-Murr-Kreis; WN, BK) - Reutlingen (RT) - Rýn-Neckar (Rhein-Neckar-Kreis; HD) - Rottweil (RW) - Schwäbisch Hall (SHA, CR) - Schwarzwald-Baar (Schwarzwald-Baar-Kreis; VS) - Sigmaringen (SIG) - Tübingen (TÜ) - Tuttlingen (TUT) - Waldshut (WT) - Zollernalb (Zollernalbkreis; BL, HCH) |

### Města
Největší města Bádenska-Württemberska dle počtu obyvatel v roce 2008:
| 1. Stuttgart (591 550) 2. Mannheim (307 640) 3. Karlsruhe (283 959) 4. Freiburg im Breisgau (214 716) 5. Heidelberg (142 889) 6. Heilbronn (121 416) 7. Ulm (120 371) 8. Pforzheim (118 805) 9. Reutlingen (112 099) 10. Esslingen (92 261) 11. Ludwigsburg (87 703) 12. Tübingen, Tubinky (83 310) 13. Villingen-Schwenningen (81 921) 14. Konstanz, Kostnice (80 980) 15. Aalen (67 125) 16. Schwäbisch Gmünd (61 391) 17. Sindelfingen (61 241) 18. Offenburg 58 769 19. Friedrichshafen (58 058) 20. Göppingen (57 836) 21. Baden-Baden (54 454) 22. Waiblingen (52 926) 23. Heidenheim (49 784) 24. Ravensburg (49 073) 25. Rastatt (47 710) | 1. Lörrach (46 860) 2. Albstadt (46 677) 3. Böblingen (46 322) 4. Leonberg (45 535) 5. Singen (45 420) 6. Fellbach (44 010) 7. Filderstadt (43 731) 8. Lahr/Schwarzwald (43 683) 9. Weinheim (43 272) 10. Bruchsal (42 911) 11. Rottenburg am Neckar (42 899) 12. Scheer (42 832) 13. Bietigheim-Bissingen (42 022) 14. Nürtingen (40 552) 15. Kirchheim unter Teck (39 923) 16. Schorndorf (39 323) 17. Ettlingen (38 987) 18. Leinfelden-Echterdingen (37 055) 19. Schwäbisch Hall (36 660) 20. Backnang (35 666) 21. Sinsheim (35 366) 22. Tuttlingen (34 960) 23. Balingen (34 338) 24. Kehl (34 330) 25. Ostfildern (33 714) |